# Costanzana
Costanzana (piemontesisch Costanzan-a) ist eine Gemeinde in der italienischen Provinz Vercelli (VC), Region Piemont.

## Lage und Einwohner
Costanzana liegt 13 km südöstlich von Vercelli und hat 764 Einwohner (Stand 31. Dezember 2023). Die Nachbargemeinden sind Asigliano Vercellese, Balzola (AL), Desana, Morano sul Po (AL), Pertengo, Rive, Tricerro und Trino.
Das Gemeindegebiet umfasst eine Fläche von 21 km².

## Einzelnachweise

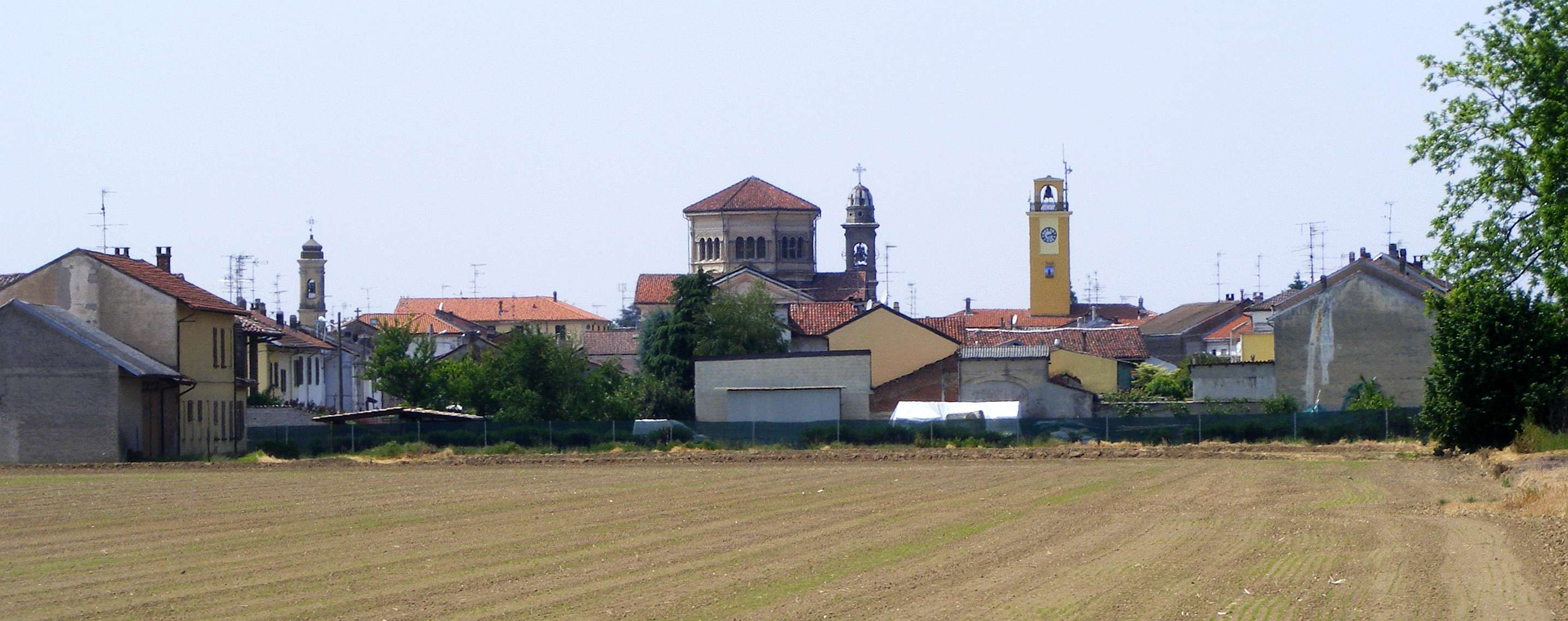
Panorama